# Uranophora rabdonata
Uranophora rabdonata är en fjärilsart som beskrevs av George Francis Hampson 1898. Uranophora rabdonata ingår i släktet Uranophora och familjen björnspinnare. Inga underarter finns listade i Catalogue of Life.